# Hussein Dey
Hussein Dey (em árabe: حسين داي) é uma comuna localizada na província de Argel, no norte da Argélia. Sua população era de 40 698 habitantes, em 2008.